# Jump Up (Drum and Bass)
Jump Up ist der Name eines Untergenres des Drum and Bass, das zuerst in der zweiten Hälfte der 1990er-Jahre sehr populär wurde, aber nach wie vor in der Szene sehr etabliert und beliebt ist.
Charakteristisch für Jump Up sind die tiefen Synthesizer-Basslines und ein monotoner, schneller Breakbeat, der sich während des Tracks im Gegensatz zu anderen Jungle-Untergenres kaum verändert. Es kommt meist ein einfacher Two-Step-Rhythmus zum Einsatz, unterstützt von Reggae- und Hip-Hop-Samples. Solche Tracks, bei denen der Partyfaktor im Vordergrund steht, wurden aufgrund ihrer einfachen Beat-Strukturen und der eingängigen Basslines erst oft spöttisch als Clownstep bezeichnet.
Typische Künstler dieses Genres sind Aphrodite, DJ Hype sowie DJ Zinc. Während diese für den "klassischen" Jump-Up-Sound der 1990er stehen, sind es heute eher Namen wie Original Sin, Hazard, Twisted Individual, Macky Gee und TC, die charakteristisch für aktuellere Strömungen sind, die sich klanglich mittlerweile klar von dem in den 1990ern aufgekommenen "klassischen" Jump Up absetzen.